# Artigues (Ariège)
Artigues é uma comuna francesa na região administrativa de Occitânia, no departamento de Ariège.